# Сонцівська волость
Сонцівська волость — історична адміністративно-територіальна одиниця Бахмутського повіту Катеринославської губернії із центром у селі Сонцівка.
Станом на 1886 рік складалася з 7 поселень, 7 сільських громад. Населення — 2025 осіб (1007 чоловічої статі та 1018 — жіночої), 306 дворових господарств.
|                     | Площа, десятин | У тому числі орної, дес. |
| ------------------- | -------------- | ------------------------ |
| Сільських громад    | 2667           | 2384                     |
| Приватної власності | 28643          | 15531                    |
| Іншої власності     | 120            | 114                      |
| Загалом             | 31340          | 18029                    |

Поселення волості:
- Сонцівка — колишнє власницьке село при балці Щурова й річці Солона за 75 верст від повітового міста, 938 осіб, 162 дворових господарства, православна церква, кінський завод й лавка.

Наприкінці 1890-тих волость ліквідовано, територія увійшла до складу Андріївської волості.